# Пахітодес
Ополиця — Pachytodes Villiers, 1974  — підрід жуків із роду Квіткарка (Judolia Mulsant, 1863) родини Скрипунових. 
В Україні поширені два види:
- Квіткарка (Ополиця) скрипунова (Judolia (Pachytodes) cerambyciformis Schrank, 1781)
- Квіткарка (Ополиця) мандрівна (Judolia (Pachytodes) erratica Dalman, 1818)